# Méobecq
Méobecq é uma comuna francesa na região administrativa do Centro, no departamento Indre. Estende-se por uma área de 36,55 km². Em 2010 a comuna tinha 379 habitantes (densidade: 10,4 hab./km²).